# Statue-menhir de Nougras
La statue-menhir de Nougras est une statue-menhir appartenant au groupe rouergat découverte à Mounes-Prohencoux, dans le département de l'Aveyron en France.

## Description
Elle a été découverte en 1897 par Camille Alauzet au lieu-dit Nougras. La statue a été gravée sur un bloc de grès permien d'origine locale. Elle est incomplète : on ne dispose que du fragment inférieur mesurant 0,69 m de hauteur, 0,36 m de largeur et 0,15 m d'épaisseur.
Les gravures sont endommagées : une partie de la ceinture avec un décor de chevrons et les plis du vêtement sont les seuls éléments visibles.
La statue est conservée au Musée Fenaille, une copie a été installée au hameau de Nougras.